# Lauren May Hemp
Lauren May Hemp (North Walsham, 7 d'agost del 2000) és una futbolista anglesa. Juga com a davantera al Manchester City de la FA Women's Super League d'Anglaterra i en la selecció d'Anglaterra. Va ser escollida Jugadora Jove de l'Any el 2017, 2018 i 2020.